# Герб Боровска
Герб городского поселения «Город Бо́ровск» Боровского муниципального района Калужской области Российской Федерации.
Герб утверждён решением № 67 Городской Думы муниципального образования Городское поселение город Боровск 26 июля 2006 года.
Герб внесён в Государственный геральдический регистр Российской Федерации с присвоением регистрационного номера 697.

## Описание герба
«В серебряном поле зелёный лавровый венок с листвой, обращённой навстречу ходу солнца; в венке червлёное (красное) сердце, обременённое золотым греческим крестом».

Герб может воспроизводиться в двух равно допустимых версиях: без короны и со статусной территориальной короной установленного образца. Версия герба со статусной территориальной короной применяется после принятия Геральдическим советом при Президенте Российской Федерации порядка включения в гербы муниципальных образований изображения статусных территориальных корон.

## Символика герба
Герб городского поселения город Боровск разработан на основе исторического герба уездного города Боровска Калужской губернии. Подлинное описание герба, Высочайше утверждённого 10 марта 1777 года (по старому стилю), гласит:

«Во время втораго самозванца Боровскъ и, Пафнутьевъ, обрѣтающійся въ семъ градѣ, монастырь, былъ сообщниками сего злодѣя, осажденъ; защитники же онаго были: воеводы Князь Михайло Волконскій, Яковъ Змѣевъ и Афанасій Челищевъ со многими другими, и два послѣдніе, измѣня отечеству и Государю, град и монастырь сему злодѣю сдали. Князь-же Волконскій и въ такой крайности не пересталъ защищаться; даже какъ пронзенный многими ударами въ самой церкви Пафнутьяго монастыря, у лѣваго крылоса, животъ свой скончалъ. Напоминая сіе достойное сохраниться въ памяти происшествіе, гербъ сего города состоитъ: въ серебряном полѣ, изображающемъ невинность и чистосердіе, червлёное сердце показующее вѣрность, въ серединѣ котораго крестъ, изъявляющій истинное усердіе къ Божіему закону, основанію всей добродѣтели, и сердце сіе окружено зеленымъ лавровым вѣнцем, показующим нерушимость и твёрдое пребываніе достойной славы сему вождю и другимъ, погибшимъ за справедливую причину съ нимъ».

Использование современным городом исторического герба символизирует непрерывность истории развития города, сохранение традиций и памяти о славных деяниях наших предков.
Жёлтый цвет (золото) — символ богатства, стабильности, уважения, тепла.
Белый цвет (серебро) — символ чистоты, совершенства, мира и взаимопонимания,
Красный цвет — символ мужества, силы, жизнеутверждающей энергии, праздника и красоты.
Зелёный цвет — символ природы, здоровья, роста.

## История герба
В 1776 году Боровск стал уездным городом Боровского уезда Калужского наместничества.
Герб Боровска был Высочайше утверждён 10 (21) марта 1777 года императрицей Екатериной II вместе с другими гербами городов Калужского наместничества (ПСЗ, 1777, Закон № 14596)
В 1859 году, в период геральдической реформы Кёне, был разработан проект нового герба Боровска, (официально не утверждён):

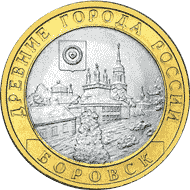
Герб Боровска на памятной монете номиналом 10 рублей, из серии Древние города России

«В золотом щите червленый меч острием кверху, окруженный зеленым лавровым венком, сопровождаемый в верхнем свободном углу червленым сердцем, обремененным золотым крестом. В вольной части герб Калужской губернии. Щит увенчан серебряной стенчатой короной и окружён золотыми колосьями, соединёнными Александровской лентой».

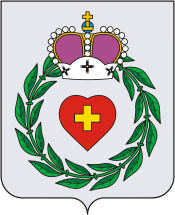
Герб Боровского района (2006 год)

На основе герба Боровска 1777 года был создан герб муниципального образования «Боровский район» Калужской области, утверждённый решением районного Собрания 21 декабря 2000 года и действовавший до 24 мая 2006 года, а затем переданный городскому поселению Город Боровск с ходатайством о сохранении номера регистрации — № 697 в Государственном геральдическом регистре Российской Федерации.
24 мая 2006 года был принят новый герб Боровского района, композиционно повторяющий герб Боровска (1777 года), но с добавлением «во главу герба, поверх венка — княжеской шапки».
Исторический герб Боровска (1777 года) был реконструирован Союзом геральдистов России.
Авторы реконструкции герба: идея — Константин Мочёнов (Химки); художник — Роберт Маланичев (Москва); компьютерный дизайн — Галина Русанова (Москва); Сергей Исаев (Москва); обоснование символики — Кирилл Переходенко (Конаково).
4 октября 2005 года Банком России была выпущена памятная монета номиналом 10 рублей, из серии Древние города России, на реверсе которой изображён герб Боровска.